# Sziszüphosz

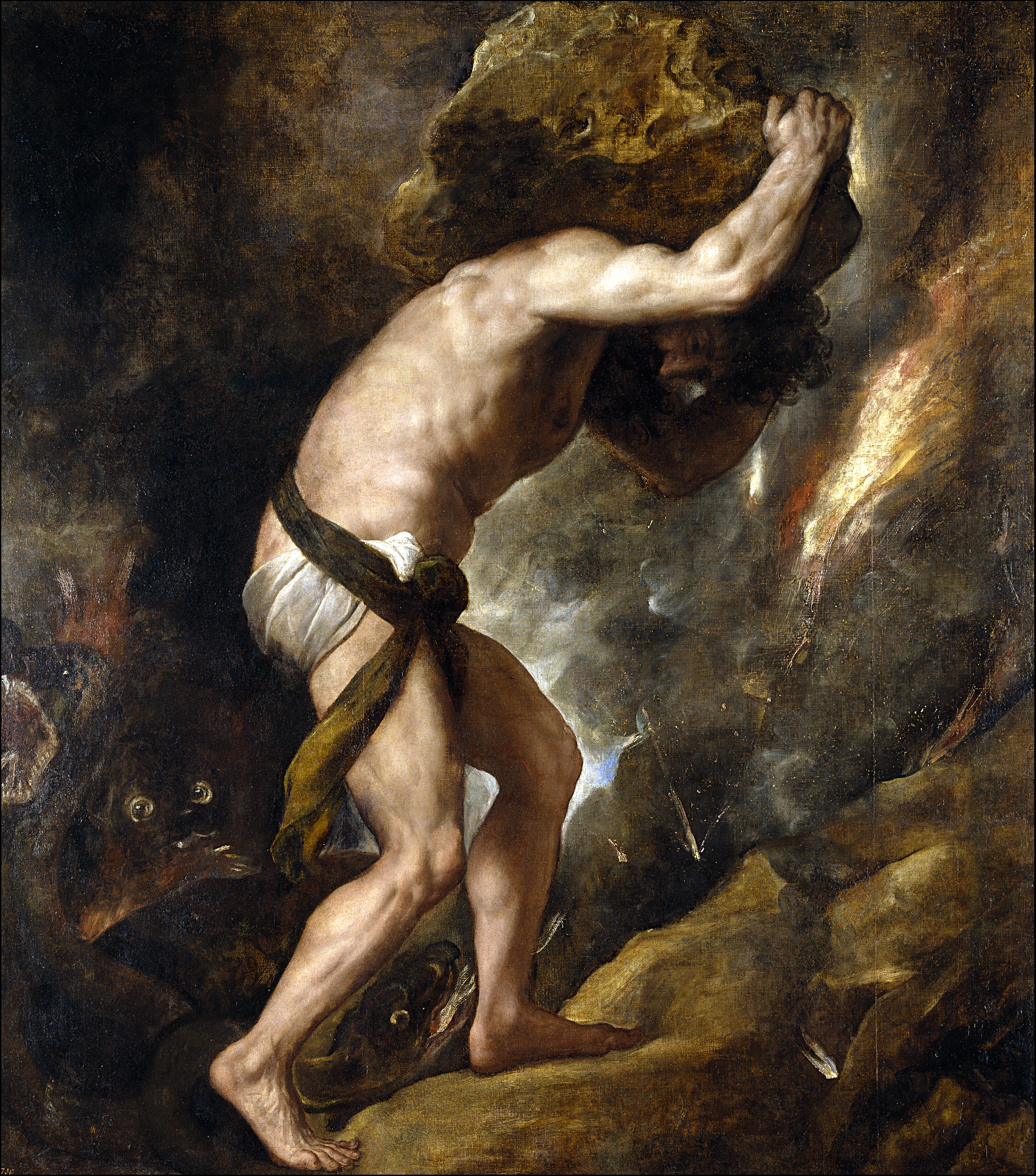
Tiziano – Sziszüphosz (1548-1549)

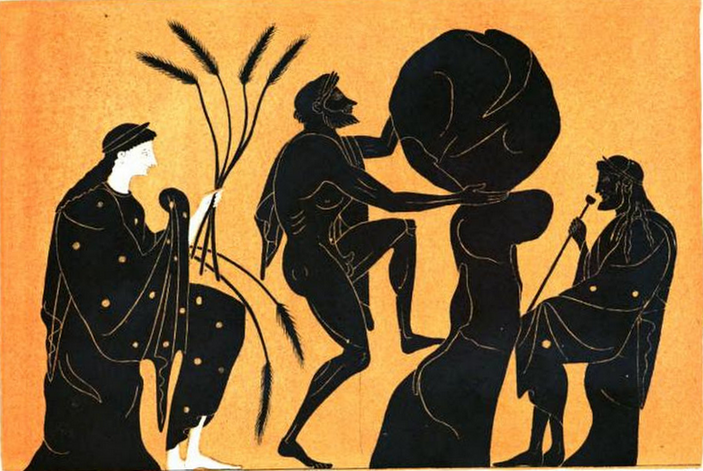
Sziszüphosz (antik vázakép) - balra Perszephoné, jobbra Hadész

Sziszüphosz (görög betűkkel Σίσυφος, latinul: Sisyphos) Aiolosz thesszáliai király és Enareté fia, aki agyafúrtságáról volt híres. Több híres mitológiai alakkal köthető össze; egyesek szerint ő Odüsszeusz biológiai apja, mivel elcsábította Antikleiát – szomszédja, Autolükosz lányát -, aki Láertész felesége lett. 
Sziszüphosz kifecsegte Zeusz egyik szerelmi kalandját – így az istenek magánéletéről szóló titkok egyikét árulta el –, Thanatosznak le kellett volna őt vinnie a Tartaroszba és örök időkre megbüntetni. Sziszüphosz viszont kicselezte Thanatoszt: alázatosan megkérte, hogy mutassa meg a saját csuklóján, hogyan kell felrakni a bilincseket, aztán egy gyors mozdulattal rákattintotta őket, s így foglyul ejtette az istent. Amíg Thanatosz Sziszüphosznál raboskodott, senki sem halt meg a Földön. A képtelen helyzetet végül Arész, a hadisten segített megoldani, aki kiszabadította őt és átadta neki Sziszüphoszt.
A Holtak Bírái egy hatalmas kőszikla elé vitték a ravaszságáról elhíresült királyt és utasították, hogy gurítsa fel egy dombra, majd a másik oldalon gurítsa le. Azonban, mikor Sziszüphosz már majdnem felért a domb csúcsára, ereje elfogyott és a szikla visszazuhant eredeti helyére. És ez a folyamat állandóan ismétlődik: Sziszüphoszt arra ítélték, hogy örök időkre hiábavaló erőfeszítéseket tegyen, mivel minden erejét összeszedve, verejtékezve görgeti fel a súlyos követ a hegyre,  ám mielőtt a csúcsra érne, a kő mindig visszagurul.
Innen ered a „sziszifuszi munka” kifejezés, az emberi teljesítőképességet már-már meghaladó és hiábavaló munka elnevezése.
Sziszüphoszt a görög mitológia az egyik legnagyobb gazemberként tartja számon, ugyanakkor elismeréssel adózik neki, mivel ő alapította Korinthosz városát és sokat tett a kereskedelem és a hajózás felvirágoztatásáért.